# 高瀬石仏

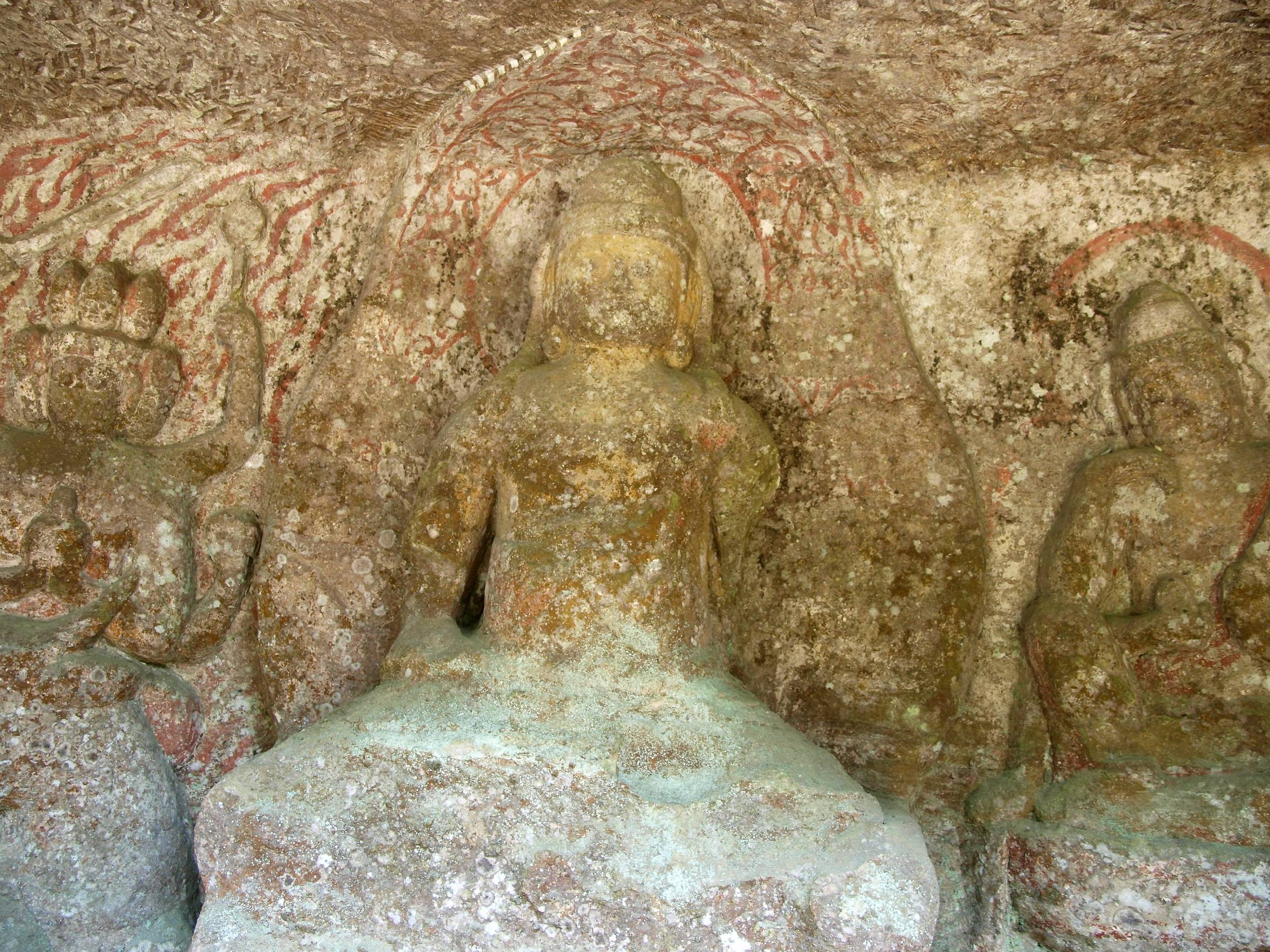
高瀬石仏（大日如来等）

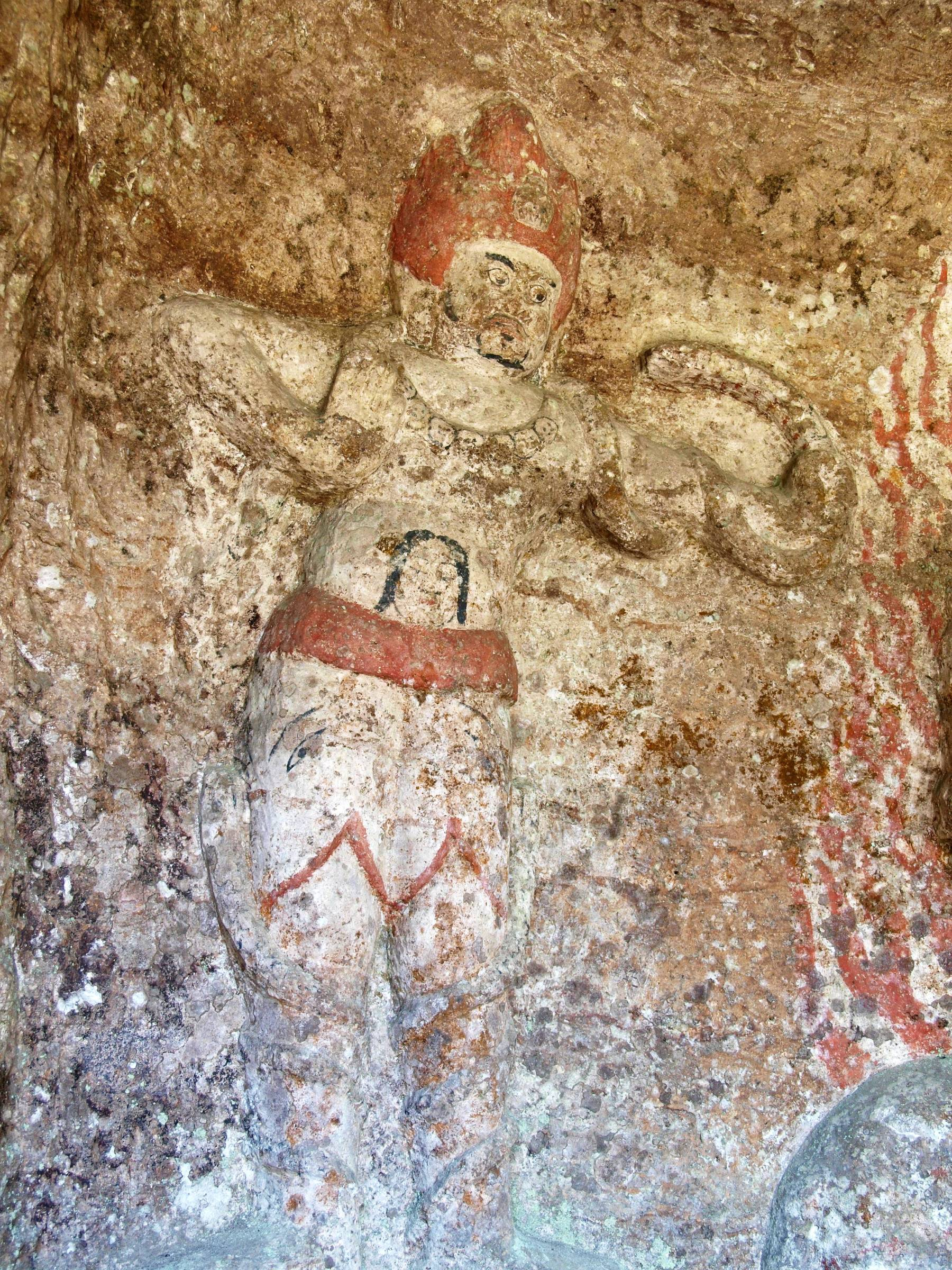
高瀬石仏（深沙大将）

高瀬石仏（たかせせきぶつ）は、大分県大分市高瀬にある平安時代中期から後期の磨崖仏である。国の史跡（1924年1月22日指定）に指定されている。
霊山山麓の伽藍迫（がらんさこ）の凝固岩の洞窟中に、丸彫りに近い大日如来を中心に、馬頭観音、如意輪観音、大威徳明王、深沙大将の5体の石仏が刻まれている。洞窟内に彫られているため、保存状態が良好で彩色もよく残っている。
深沙大将は玄奘三蔵を守護したとされる神で、額に髑髏を戴き、胸にも九連の髑髏を着け、腹に童女の面が描かれ、左腕に蛇を巻き付けた異形の姿をした珍しい像である。